# Osman Durmuş
Osman Durmuş (* 5. August 1947 in Çankırı; † 26. Oktober 2020 in Ankara) war ein türkischer Mediziner, der bis 2011 Politiker der rechtsextremen Partei der Nationalistischen Bewegung (MHP) war.
Durmuş wurde bei der Wahl am 28. Mai 2002 zum Abgeordneten des Parlaments gewählt, was er bis zum 18. November 2002 blieb. Er wurde vom DSP-Ministerpräsidenten Bülent Ecevit zum Gesundheitsminister ernannt. Er besuchte die Universität Ankara und die Gazi-Universität und wurde 1990 Doçent und 2003 Professor, nachdem die MHP bei den Wahlen 2002 an der 5-Prozent-Hürde gescheitert war. Bei den Wahlen 2007 wurde er erneut gewählt und vertrat den Wahlkreis Kırıkkale.